# Risky (Davido)
Risky è un singolo del cantante americano-nigeriano Davido, pubblicato il 23 ottobre 2019 come quinto estratto dal secondo album in studio A Good Time.
Il brano conta la partecipazione del cantante giamaicano Popcaan.

## Tracce
1. Risky (feat. Popcaan) – 4:30